# Karl-Heinz Zorr
Karl-Heinz Zorr (* 11. September 1956) ist ein ehemaliger deutscher Fußballspieler.

## Karriere
Zorr wechselte zur Saison 1978/88 zum Wuppertaler SV und kam in dieser Saison am 27. März 1979 zum ersten Mal in der 2. Bundesliga Nord gegen Bayer 05 Uerdingen zum Einsatz. Das Spiel, welches mit 0:2 verloren wurde, endete für ihn bereits in der 61. Minute mit der Auswechslung für Norbert Heidemann. Insgesamt kam er bis zum Ende der Saison auf neun Einsätze. Bei der 1:4-Niederlage bei Rot-Weiss Essen schoss er in der 71. Minute das einzige Tor für seinen Verein in diesem Spiel. In der darauf folgenden Saison kam Zorr auf zwölf Einsätze sowie ein Tor. Sein letztes Spiel für den Verein hatte er  am letzten Spieltag der Saison gegen Tennis Borussia Berlin. Hier wurde er in der 46. Minute für Bernd Budt eingewechselt; das Spiel endete mit einer 0:1-Niederlage. Nach dem Abstieg der Wuppertaler verließ Zorr den Verein.
Seit Juli 2011 ist er Vorstandsvorsitzender beim FSV Vohwinkel.